# Dionysios V de Constantinople

Dionysios ou Denys V (en grec : Διονύσιος Ε) est patriarche de Constantinople du 4 février 1887 au 25 août 1891 (julien).
Né le 22 mars 1820 à Andrinople sous le nom de Denis Haritonidis, il y suit une éducation primaire. Il travaille comme maître d'école, à Kırklareli, puis Didymotique.
En 1851, il est ordonné diacre et se rend au Patriarcat œcuménique. Il devient grand archidiacre et, en 1856, est ordonné prêtre avec le titre de grand protosyncelle. En 1858, il devient métropolite de Crète, en 1868 métropolite (évêque) de Didymotique et en 1873 métropolite d'Andrinople. Il y vit, le 6 février 1879, la tentative d'assaut de la ville par les Bulgares faisant suite à la guerre russo-turque de 1877-1878. De 1880 à 1886 il est métropolite de Nicée et le 22 janvier 1886 il redevient métropolite d'Andrinople.
Le 23 janvier 1887, après la démission de Joachim IV, il est élu patriarche œcuménique. Son élection le voit battre le camp « Joachimite » qui reçoit 12 voix et le candidat de Joachim III qui en reçoit seulement 5.
Son patriarcat est jugé prudent et autoritaire. Il fait preuve d'une grande détermination dans la « question des privilèges » qui n'a pas vu de grands mouvements sous le patriarcat de son prédécesseur. On désigne sous ce nom la remise en cause des privilèges du Patriarcat acquis au cours de la domination ottomane. Plus précisément, les évêques de Serres et Kastoria sont déposés sans que le patriarche soit consulté, et les tribunaux ecclésiastiques se voient interdire de juger les affaires de succession. Ainsi, en 1890, Dionysios remet à deux reprises sa démission, le 23 juillet puis le 2 août, mais elles sont refusées. Denys déclare alors l'Église « dans la persécution » le 4 octobre 1890, et ferme les églises appartenant au patriarcat et arrêté tous les rituels du 3 octobre au 24 décembre 1890. Ceci cause la détérioration des relations entre le Patriarcat et la Porte, mais également l'intervention du tsar de Russie, qui menace de guerre si les privilèges patriarcaux ne sont pas rétablis. La Porte cède et annonce le 24 décembre 1890 que les privilèges du Patriarcat seront respectés.
Dionysios meurt d'apoplexie dans la nuit du 12 au 13 août 1891 et est enterré dans la cour du monastère de Baloukli.

## Sources
- (el) Cet article est partiellement ou en totalité issu de l’article de Wikipédia en grec moderne intitulé « Πατριάρχης Διονύσιος Ε΄ » (voir la liste des auteurs).
- (el)« Dionysios V », Patriarcat Œcuménique (consulté le 11 février 2013)
- (el)« Dionysios V », Encyclopédie du monde hellénique (consulté le 11 février 2013)